# ناتاليا بوتوزوفا
ناتاليا أناتوليفنا بوتوزوفا (الروسية: Наталья Анатольевна Бутузова ، ولدت في 17 فبراير 1954)، وهي لاعبة رماة أوزبكستانية، نافست للاتحاد السوفيتي في الألعاب الأولمبية الصيفية 1980 و الألعاب الأولمبية الصيفية 1988 وحصلت على ميدالية فضية فردية عام 1980. كما فازت بلقب العالم الفردي والجماعي والأوروبي في 1980-1982. وفي المسابقات الوطنية، فازت بوتوزوفا بخمسة ألقاب فردية سوفيتية في 1979-1983. بعد تقاعدها من المسابقات عملت كمدربة للرماية في أوزبكستان وألمانيا.